# Anton Wiktorowitsch Tschermaschenzew
Anton Wiktorowitsch Tschermaschenzew (russisch Антон Викторович Чермашенцев; * 21. Juni 1976 in Nowosibirsk, Oblast Nowosibirsk) ist ein ehemaliger russischer Ruderer und Bronzemedaillengewinner der Olympischen Sommerspiele 1996.

## Karriere
Der für den Marine-Verein ZSK WMF rudernde Tschermaschenzew trat 1996 bei den Olympischen Spielen mit dem russischen Achter an und gewann die Bronzemedaille hinter dem niederländischen und dem deutschen Achter. Bei den Olympischen Spielen 2000 in Sydney belegte Tschermaschenzew den 9. Platz mit dem russischen Achter.
Tschermaschenzew ruderte schon im Alter von 16 Jahren ab 1992 für die russische Nachwuchs-Nationalmannschaft. An den Junioren-Weltmeisterschaften nahm er dreimal teil und gewann dabei jeweils eine Bronze-, Silber- und Goldmedaille. Über eine Teilnahme am Match des Seniors 1994, den damals inoffiziellen U23-Weltmeisterschaften im Rudersport, näherte er sich der offenen Altersklasse an. Bereits 1995 im Alter von 19 Jahren war Tschermaschenzew Mitglied des russischen Achters, der bei den Weltmeisterschaften in Finnland Platz 4 belegte und in ähnlicher Besetzung im Folgejahr die olympische Bronzemedaille gewann. Tschermaschenzew blieb 1997 im Achter, der die Form des Vorjahres nicht halten konnte und Platz 6 bei den Weltmeisterschaften belegte.
Bis zur olympischen Saison 2000 trat Tschermaschenzew danach nicht in Erscheinung. Erst bei den Regatten des Ruder-Weltcups vor den Spielen von Sydney ruderte er wieder im Achter, er qualifizierte sich auch für die Olympiaauswahl. Anders als vier Jahre zuvor erreichte die Mannschaft nicht das Finale. Im Zweier ohne Steuermann und im Achter gelangen ihm in den Jahren 2001 bis 2003 weitere WM-Teilnahmen, unter anderem ruderte er bei den Ruder-Weltmeisterschaften 2003 mit Pawel Melnikow ins C-Finale. Zu den Olympischen Sommerspielen 2004 schaffte er es nicht in die Nationalmannschaft und im Laufe der Saison 2005 beendete Tschermaschenzew seine aktive Karriere als Ruderer.

## Auszeichnungen
- 1996:  Verdienter Meister des Sports Russlands[1]
- 1997:  Verdienstorden für das Vaterland II. Klasse[2]